# Perseus (Lully)
Perseus (franc. Persée, LWV 60) je francouzská opera (tragédie lyrique) od Jeana-Baptiste Lullyho. Libreto sepsal jeho dlouholetý spolupracovník Philippe Quinault, podle Proměn od Publia Ovidia Nasa. Opera měla premiéru 18. dubna 1682 v divadle Palais-Royal.

## Vznik a první představení
Perseus je klasickou Lullyho operou. Skládá se z pěti dějství a prologu, který tradičně oslavuje krále Ludvíka XIV. Quinault se při psaní libreta opět inspiroval Ovidiovými Proměnami (jako již u opery Théseus, či Isis).
Premiéru měl Perseus 18. dubna 1682 v divadle Palais-Royal.
21. července 1682, se mělo konat první představení Persea ve Versailles na Mramorovém nádvoří. Kvůli špatnému počasí se díky Lullyho iniciativě přesunulo do konírny Grand Arena, kterou pro tuto příležitost připravil Carlo Vigarani.
Perseus byl hrán 16. srpna 1682 při příležitosti narození Ludvíka z Viennois, vévody burgundského, vnuka krále Ludvíka XIV.

Lully nabídl všem vstup na představení zdarma a během šestihodinového představení bylo pro všechny zdarma i víno.

## Inscenační historie
Persée byl v pařížské opeře uveden znovu bezprostředně po Lullyho smrti v dubnu 1687, další nastudování následovala v letech 1695, 1703, 1710, 1722 a naposledy 1737; při příležitosti těchto repríz byly často hrány parodie této opery v lidových pařížských divadlech. Ještě déle si tato opera zachovala popularitu u královského dvora: v letech 1746 a 1748 se hrála na královském zámku ve Fontainebleau a roku 1747 ve Versailles.
Perseus se nedočkal takového rozšíření jako některé jiné Lullyho opery. Mimo Paříž jej uvedla ještě divadla v Lyonu (1695) a Marseille (1697). Za hranicemi Francie byl Perseus uveden ještě za Lullyho života v Bruselu (v divadle na Quai au Foin) roku 1682 a opět roku 1685, později též v novém Théâtre de la Monnaie v letech 1706 a 1713. Vedle toho se hrál v Amsterdamu v srpnu až září 1688.
Když Lullyho opery opustily repertoár, přepracoval Quinaultovo libreto do tříaktové podoby Jean-François Marmontel pro skladatele F.-A. D. Philidora. Jeho opera Persée měla premiéru v pařížské opeře 27. října 1780. Marmontelovo přepracování Quinaultova textu bylo současníky značně kritizováno a opera celkově neměla úspěch.
V moderní době měl Perseus premiéru na festivalu v Ambronay. Zkrácené dílo v komorním obsazení orchestru dne 26. září 1997 dirigent Jean-Luc-Impe se souborem Les Menus Plaisirs du Roy; o den později stejný soubor zahrál loutkovou parodii této opery pod názvem Polichinelle-Persée. Další inscenaci uvedla „operní dílna“ v kanadském Torontu v listopadu 2000, dirigoval specialista na barokní hudbu Hervé Niquet; inscenace se opakovala v torontském Elgin Theatre v roce 2004 a je prvním a dosud posledním plným scénickým uvedením této opery; byla rovněž vydána na DVD. V koncertní podobě zazněl Perseus roku 2001 na festivalu barokní hudby v Beaune a v pařížském Cité de la musique, orchestr Les Talens Lyriques řídil Christophe Rousset a titulní roli zpíval Paul Agnew; živá nahrávka byla vydána na CD.

### Perseus 1770
Při příležitosti svatby Dauphina Ludvíka s Marií Antoinettou, byla 17. května 1770 otevřena Královská opera ve Versailles. Pro první představení v opeře, byl vybrán Lullyho Perseus. Pro tuto zvláštní příležitost byli pověřeni skladatelé François Rebel, François Francœur, Bernard de Bury a Antoine Dauvergne, aby Lullyho dílo zrevidovali a upravili jej do modernější podoby a podle tehdejší společenské situace. Výsledkem byla čtyřaktová opera bez prologu, s mohutnějším orchestrem a choreografií. Árie jsou pompéznější, větší zastoupení má i sbor. Perseus byl ve své nové podobě uveden pouze dvakrát v roce 1770, avšak ve velkém obsazení; na scéně zpívalo 15 sólistů, 95 sboristů, 80 tanečníků, 100 statistů, 80 členů orchestru. Na představení bylo použito 530 kostýmů. Podle dobových zpráv se Marii Antoinettě, zvyklé na živější a modernější italskou operu, Perseus nelíbil a zejména ve dlouhých pauzách nutných pro přestavbu strojů se nudila.
V moderní době byl Perseus z roku 1770 uveden v roce 2016 v instrumentální podobě souborem Le Concert Spirituel (dirigent Hervé Niquet) a zároveň byl také vydán ve studiové kvalitě a je dostupný online nebo na CD.

## Role
| Role | Hlas         | Premiéra (účinkující), 18. dubna 1682 |
| --- | ------------ | ------------------------------------- |
| Perseus (Persée), syn Jupitera and Danaë | haute-contre | Louis Gaulard Dumesny (Du Mesnil)     |
| Andromeda (Andromède), dcera Kéfea (Céphée) | soprán       | Marie Aubry                           |
| Fíneus (Phinée), bratr Kéfea | baryton      | François Beaumavielle                 |
| Meropé (Mérope), sestra Kassiopei | soprán       | Marie Le Rochois                      |
| Fronimos (Phronime), sluha Ctnosti |              |                                       |
| Megathymos (Mégathyme), sluha Ctnosti |              |                                       |
| Ctnost (Vertu) |              |                                       |
| Štěstí (Fortune) |              |                                       |
| Kéfeus (Céphée), král Etiopie | bas          |                                       |
| Kassiopeia (Cassiopée), královna Etiopie | mezzosoprán  | Bluquette                             |
| Amfimedon (Amphimédon), Etiopan |              |                                       |
| Korités (Corite), Etiopan |              |                                       |
| Proténor, Etiopan |              |                                       |
| Kyklopové |              |                                       |
| Merkur (Mercure) | haute-contre |                                       |
| Medusa (Méduse), Gorgona | tenor        | Claude Desvoyes                       |
| Euryalé, Gorgona | tenor        |                                       |
| Sthenó (Sténone), Gorgona | baryton      |                                       |
| Idás (Idas), námořník v Kéfeově námořnictvu |              |                                       |
| Velekněz boha Hyména (oddávající kněz) |              |                                       |
| Velekněz |              |                                       |
| Venuše (Vénus) |              |                                       |
| Amor (L'Amour) |              |                                       |
| Hymén (L'Hymen) |              |                                       |
| Triton, Neptunův služebník |              |                                       |
| Následovníci Ctnosti a Štěstí, následovníci Kassiopei, mladé osoby vybrané pro hry, válečné nymfy, pekelná božstva, fantomové, Etiopané, Tritoni a Néreovny, vítězní hrdinové (sbor) |              |                                       |

## Děj opery

### Prolog
(Zátoka) V klidné, líbezné zátoce očekávají Fronimos a Megathymos příchod Ctnosti (duet La Vertu veut choisir ce lieu). Ta se objeví v doprovodu svých následovníků, včetně Nevinnosti a Nevinných potěšení (sbor Ô Vertu charmante). Hledá zde útočiště před vrtkavou Štěstěnou, která pompou a nádherou odvádí lidi od Ctnosti (duet Fronima a Megathyma La grandeur brillante). Tu se vlídná krajina mění ve zdobnou umělou zahradu: přichází Štěstěna se svou družinou (pochod družiny Štěstěny). Nabízí Ctnosti smír, protože jí to nařídil slavný hrdina, který je miláčkem Ctnosti i Štěstěny zároveň. Ten dokonce odmítl světovládu, kterou mu Štěstěna nabízela, a k uctění Ctnosti uzavřel mír (duet Ctnosti a Štěstěny Sans cesse combatons). Družiny obou božstev pějí chválu na smír Ctnosti a Štěstěny a na mír (sbor Les Dieux ne l'ont donné que pour le bien du monde, balet a sbor Quel heureux jour pour nous).

### 1. dějství
(Veřejné prostranství, velkolepě vyzdobené a připravené k slavnostním hrám na počest Junony) Etiopské království plení Gorgona Medusa, nástroj pomsty bohyně Junony, již urazila etiopská královna Kassiopeia přirovnáním své slávy k její. Královna se snaží usmířit bohyni oběťmi a uspořádáním her k její oslavě, zatímco Kassiopein manžel Kéfeus s mladým hrdinou Perseem, který žije na etiopském dvoře, odcházejí žádat o pomoc Perseova otce, vládce bohů Jupitera (Kéfeova árie Les Dieux punissent la fierté a tercet Kéfea, Kassiopei a Meropé Ô Dieux qui punissez).
Meropé, Kassiopeina sestra, je zamilována do Persea (árie Je goûtais une paix heureuse). I když ví, že Perseus miluje Kéfeovu a Kassiopeinu dceru Andromedu, nedokáže svou lásku potlačit, ač ji Perseovi nedává najevo. Kassiopeia nedokáže zmírnit rozrušení své sestry a odchází raději připravovat hry (duet Le temps peut seul guérir). Meropé si zoufá, ale vkládá naděje do skutečnosti, že Andromeda je zaslíbena Kéfeovu bratru Fíneovi (monolog Ah! je garderai bien mon cœur).
Andromeda a Fíneus přicházejí v hádce. Princezna snoubenci potvrzuje, že si dodrží své povinnosti vůči němu, nemůže však popřít, že ho nemiluje, ani utišit Fíneovu žárlivost na Persea (duet Croyez-moi, croyez-moi, cessez de craindre, Fíneova árie Non je ne puis souffrir a tercet s Meropé Ah! que l'amour cause d'alarmes!).
Kassiopeia prosí Junonu o odpuštění a zahajuje slavnostní hry, začíná soutěž v tanci (balet, Kassiopeina invokace Ô Junon! puissante déesse, sbor diváků Laissez calmer votre colère a balet). Ty se však brzy přeruší, když Amfimedon, Korités a Proténor přiběhnou se zprávou o novém řádění Medusy. Lid se rozuteče (sbor Fuyons ce monstre terrible).

### 2. dějství
(Zahrady u Kéfeova paláce) Zoufalá Kassiopeia se domnívá, že jediným způsobem, jak ochránit zemi od Junonina hněvu, je obrátit se na Jupitera skrze Persea, a toho následně odměnit Andromedinou rukou. Meropé a Fíneus protestují (duet Briserez-vous des nœuds). Fíneus si stěžuje i králi Kéfeovi, dovolává se daného slibu a zpochybňuje Perseův božský původ. Kéfeus oznamuje, že se Perseus nabídl utkat s Medusou a setnout jí hlavu. Fíneus zlostně odchází, zatímco ostatní doufají, že Perseus uspěje (tercet L'espoir dans nos cœurs doit renaître).
Královský pár odejde. V Meropé se svářejí cit: bojí se o Perseův život, na druhé straně však ví, že vítězství ho navždy připoutá k Andromedě (monolog Hélas! il va périr). Zvítězí u ni ušlechtilejší cit. Andromeda přichází, rovněž rozrušena starostí o Persea (árie Infortunes, qu'un monstre affreux). V rozhovoru s Meropé si vyjasňují vzájemnou situaci, a i když jsou sokyně v lásce, obě je spojuje strach o Persea a snaha ochránit ho před nebezpečím (duet Vous l'aimez… Ce héros d'expose pour nous).
Perseus vyhledává Andromedu a oznamuje jí svůj záměr. Ta se jej nejdříve snaží odradit od výpravy tím, že i po jeho případném vítězství že zůstane věrna Fíneovi. Když však Perseus setrvává na svém úmyslu, přiznává mu svou lásku a zapřísahá ho, aby se nevystavoval jisté smrti. Perseus však věří své odvaze a božské přízni (duet Ah! le péril est extrême).
Z podsvětí se vynoří Merkur, zastavuje Persea a nabízí mu pomoc bohů, kteří na Jupiterův pokyn připravili hrdinovi dary. Skupina Kyklopů mu přináší meč od Vulkána, houf bojovných nymf diamantový pás od Pallas Athény a podsvětní božstva Plutonovu přilbu (balet Kyklopů, balet válečných nymf, árie nymfy Qoe la valeurs et la prudence, balet podsvětních božstev, sbor Que l'enfer, la terre et les cieux). V doprovodu Merkura odlétá Perseus za svým cílem.

### 3. dějství
(Sluj Gorgon) Medusa vypráví svůj příběh – byla kdysi nesmírně krásná, ale vzbudila žárlivost Pallas Athény, která ji i její sestry Euryalé a Sthenó proměnila v ohavná monstra s hady místo vlasů, před jejichž pohledem vše zkamení. Medusa nyní pouští hrůzu tam, kde kdysi okouzlovala (recitativ a árie Medusy J'ai perdu la beauté qui me rendit si vaine… Je porte l'épouvante, tercet Gorgon Ô le doux emploi pour la rage). Řízná hudba ohlašuje příchod Merkura. Medusa se domnívá, že některý z bohů chce opět její služby, a ptá se, kde je třeba projevit nelítostnou krutost, jíž se od bohů naučila. Merkur ji lituje a nabízí všem třem sestrám odpočinek, a ačkoli se Gorgony zpěčují, všechny je uspí (árie Merkura Ô tranquille sommeil a tercet Gorgon Non, non, non, non ce n'est que pour la colère).
Poté přivede Merkur Persea. Perseus dobude hrdinného vítězství a za pomoci božských darů usekne spící Meduse hlavu a schová si ji do torny. Krev Medusy plodí příšery (balet příšer). Zbývající Gorgony se budí a chtějí se pomstít (duet Tu fair périr Méduse, ah!), ale Persea činí Plutonova přilba neviditelným. Merkur jej posílá pryč na okřídleném voze a sám zahání Gorgony i příšery do podsvětí.

### 4. dějství
(Skalnatý mořský břeh) Etiopané radostně očekávají návrat Persea, o jehož vítězství se doslechli (sbor Courons, courons tous admirer). Jen Meropé je malomyslná a Fíneus zuří žárlivostí; z těchto myšlenek je vyruší náhlý příchod bouře (duet Nous ressentons mêmes douleurs … Une tempête soudaine). Námořník Idás přináší zprávu o žalostném zvratu osudu: stále rozezlená Juno pozvala na pomoc Neptuna a jeho pomocníci Tritoni se zmocnili Andromedy. Brzy ji, přivázanou zde na skále, má pozřít mořská nestvůra. Všichni lkají (sbor Ô sort inexplorable!), jen Fíneus raději uvidí princeznu být potravou netvora než nevěstou rivala (árie L'Amour meurt dans mon cœur). Tritonové a Nereidy přivádějí a připoutávají Andromedu (sbor Etiopanů Divinités des flots a sbor Tritonů a Nereid Tremblez, superbe reine). Kassiopeia Kéfeus hořekují a královna prosí, aby její vinu bohové nemstili na nevinné dceři. Ale ani jejich slzy, ani nářek Etiopanů (sbor Etiopanů a Tritonů Le monstre approche de ces lieux) mořskými polobohy nepohnou. Andromeda jde na smrt statečně a jen lituje, že ztrácí naději na manželské štěstí s Perseem.
Příšera se vynoří z oceánu, ale Perseus přilétne a v boji ji zahubí (sbor Tritonů a Etiopanů Téméraire Persée). Tritoni a Nereidy uznávají porážku a zmizí, zatímco Etiopané, včetně námořníků a námořnic, zpěvem a tancem oslavují Perseovo vítězství i Andromedino osvobození (sbor Le monstre expire sous ses coups… Le monstre est mort, balet a sbor Que n'aimiez-vous? … Honorons à jamais).

### 5. dějství
(Prostranství připravené pro sňatek Persea a Andromedy) Rezignovaná Meropé si opět zoufá a žádá smrt, aby si pro ni přišla (O Mort! venez finir mon destin déplorable). Zato Fíneus se stále snaží překazit Perseův a Andromedin sňatek a pomstít se. Neusmířená Juno mu přitom přislíbila podporu. Meropé se k jeho pomstě přidává (duet Heureux qui peut goûter une douce vengeance).
Perseus, Andromeda, král, královna a ostatní svatebčané přicházejí k obřadu vedenému veleknězem boha Hyména (árie velekněze Hymen! ô doux Hymen a sbor Chantons Hymen, que tes chaînes sont belles). Přibíhá Meropé, která opět změnila názor, a varuje Persea před nebezpečím, které mu Fínea hrozí. Radí mu, aby prchl, ale Perseus se chce sokovi postavit. Nastává boj mezi Fíneovou družinou s ozbrojenci Kéfea a Persea (balet a sbor Cédez, cédez à notre effort). V šarvátce je zabita Meropé, pak ale Perseus ukáže Fíneovi a jeho vojákům hlavu Medusy a všichni zkamení (kvartet Qu'il n'échappe pas).
Na zem se snese Venušin palác. Venuše oznamuje všem konec utrpení, Jupiterovu přízeň a Junino usmíření. Poté odnáší Kéfea, Kassiopeiu, Persea i Andromedu na nebesa, zatímco dvořané a Etiopané dosvědčují svou radost tancem a zpěvem (balet a sbor Héros victorieux, Andromède est à vous).